# 艾蛾科
艾蛾科（学名：Aididae）为鳞翅目的一个科。此科的模式属为艾蛾属(Aidos)。

## 下级分类
- 艾蛾属 Aidos
- Xenarchus